# 兜唇石斛
兜唇石斛（学名：Dendrobium aphyllum）为兰科石斛属下的一个种。

## 扩展阅读
- 維基物種上的相關：兜唇石斛